# Abstracte kunst

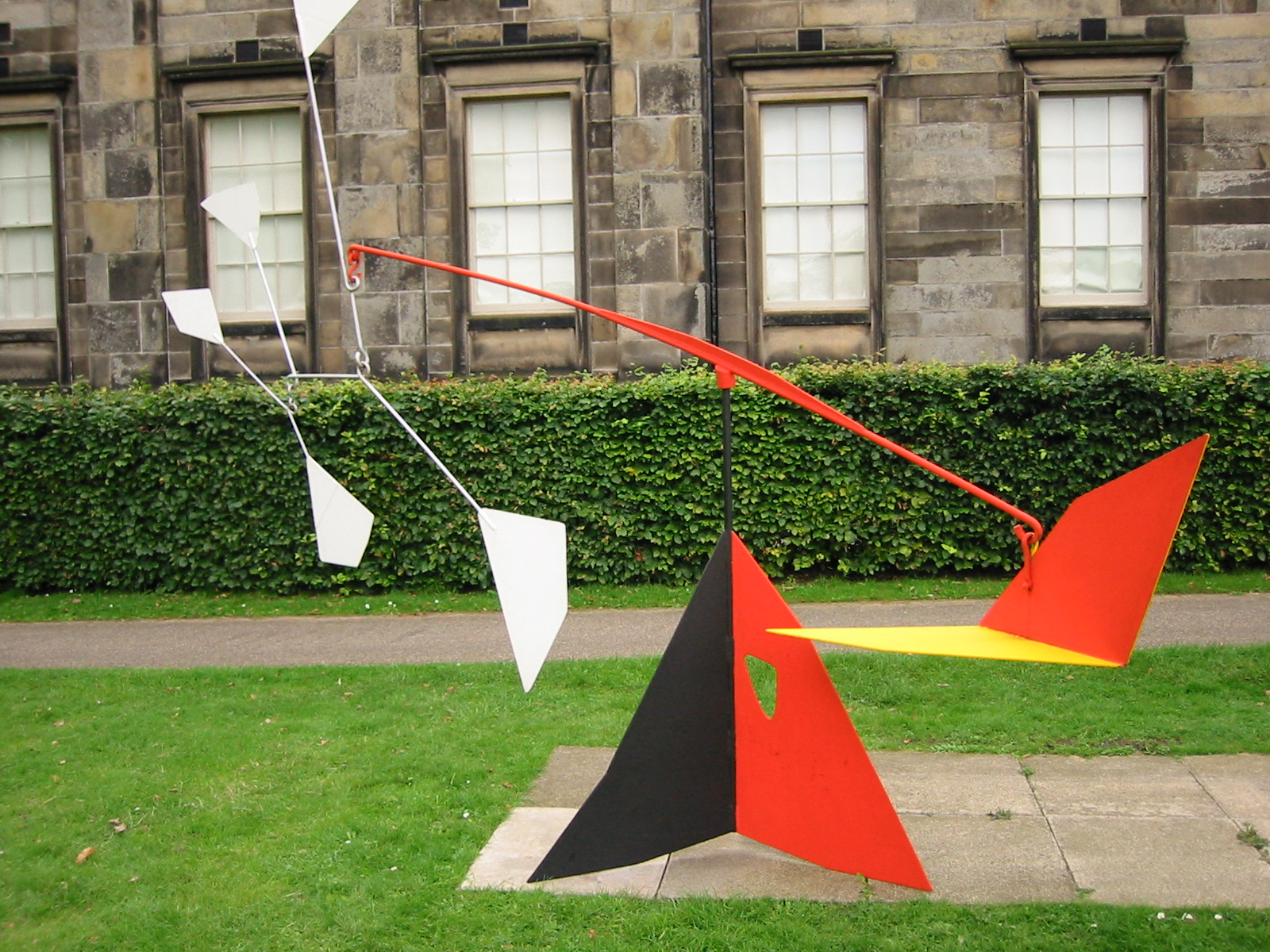
Alexander Calder: L'empennage, 1953

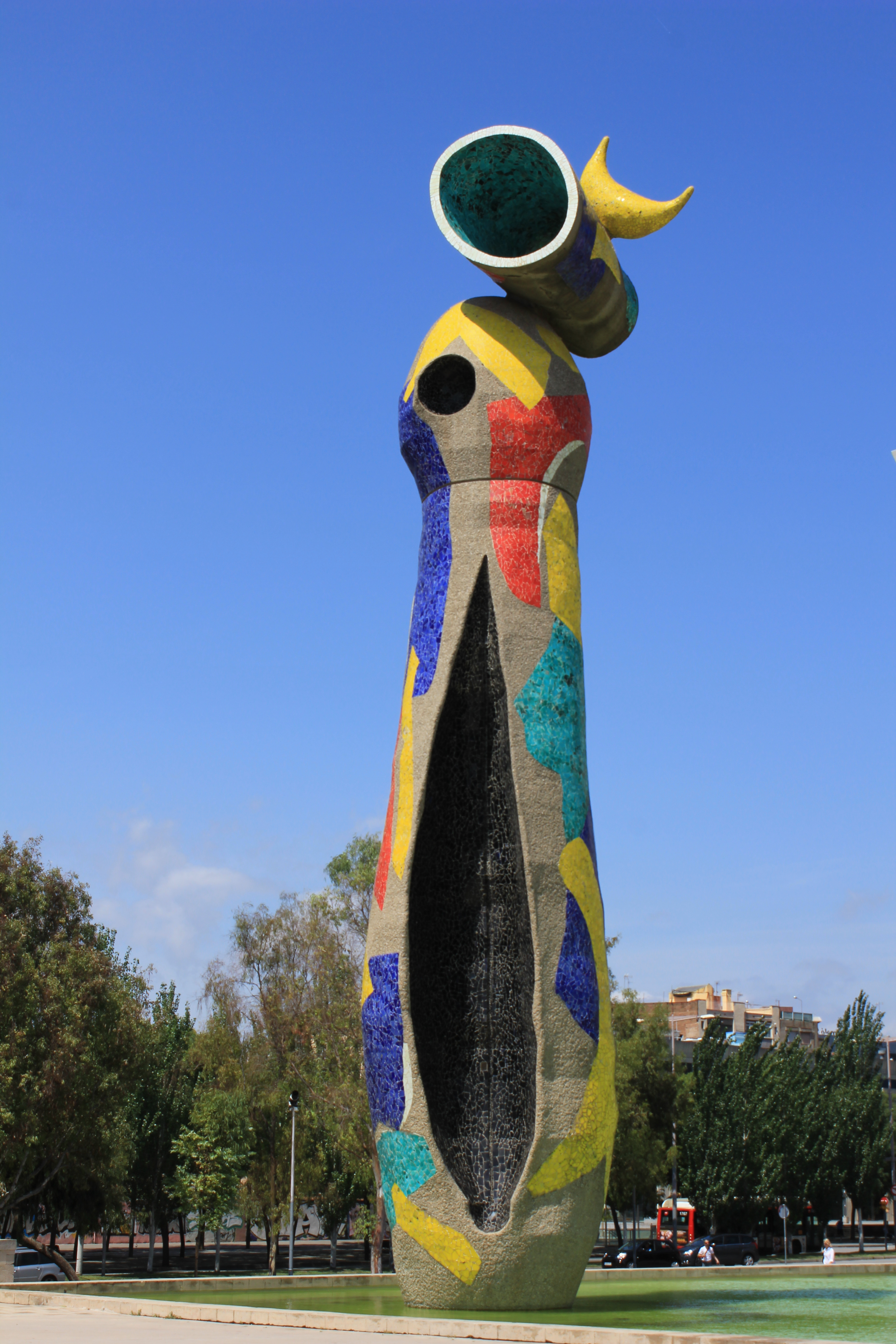
Joan Miró: Vrouw en vogel

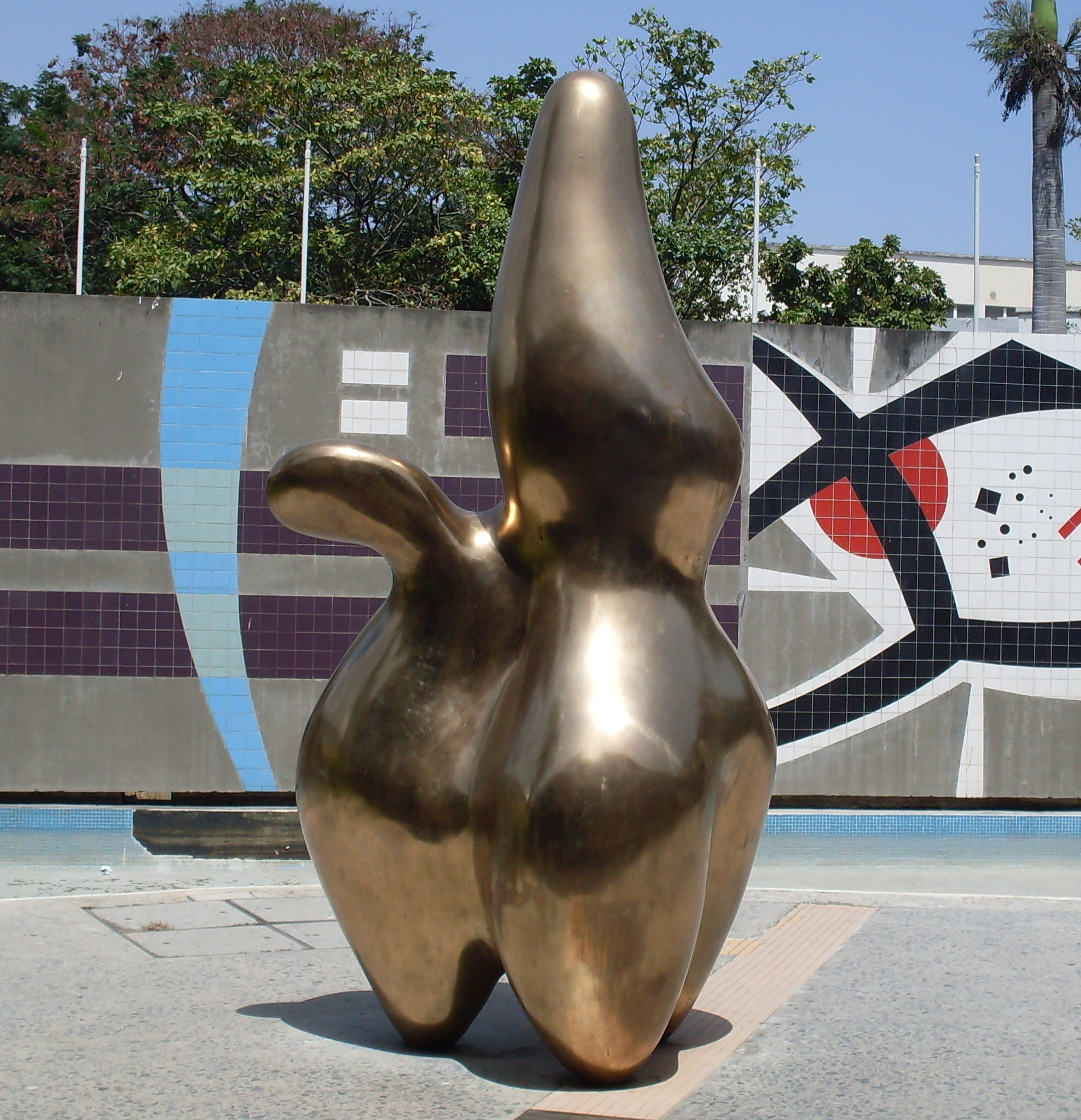
Hans Arp: Cloud Shepherd, 1953

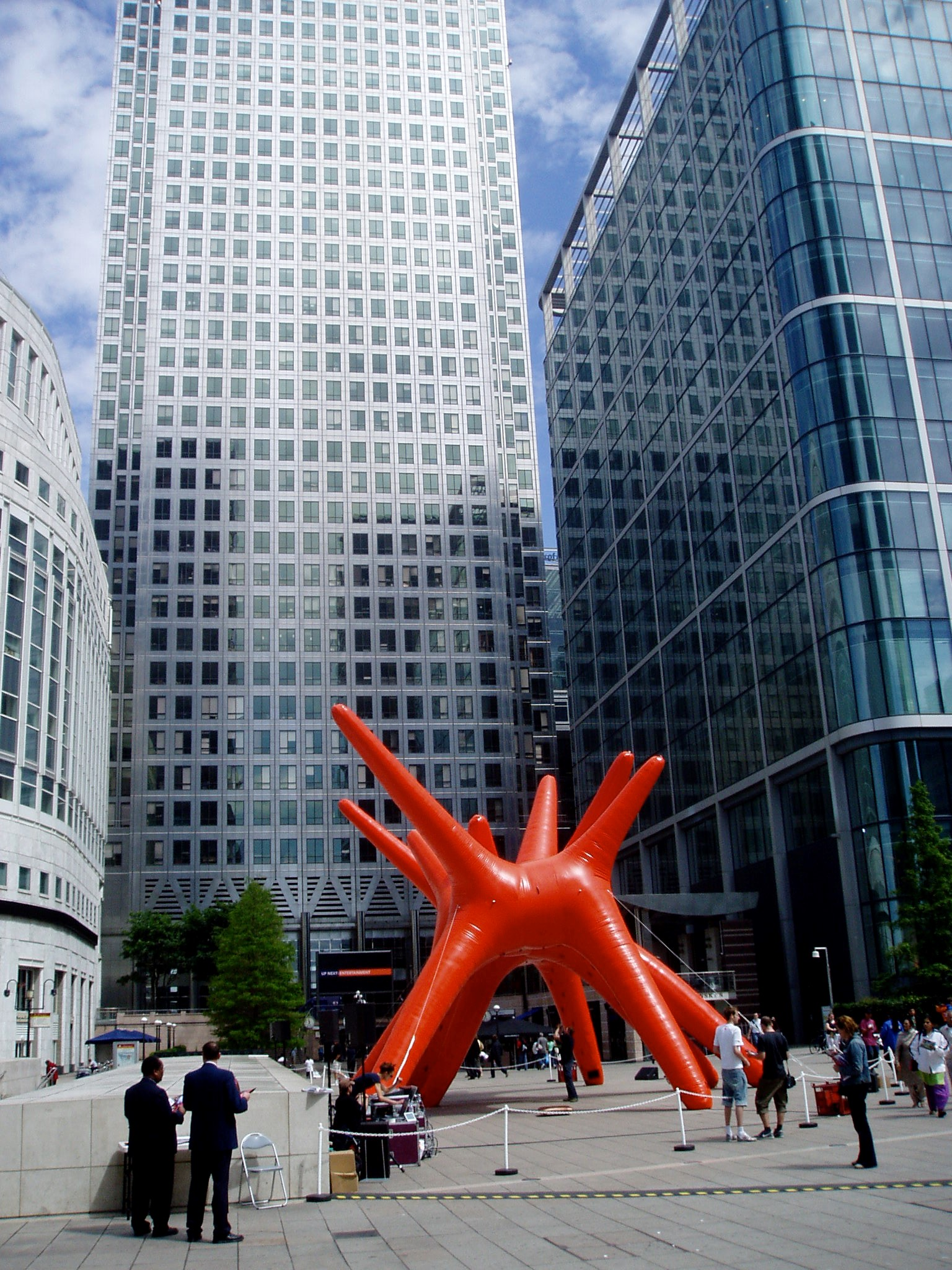
Opblaaskunst in Londen, 2006

Abstracte kunst (lees ook abstractie) is een richting binnen de moderne kunst. Hierbij wordt niet altijd geprobeerd om objecten uit de natuurlijke wereld weer te geven en hoeven er geen zaken uit de reële wereld te zijn afgebeeld. Er kunnen onderliggende principes zichtbaar worden  gemaakt met vormen en kleuren, ritmes en contrasten. 
De abstracte kunst ontstond aan het begin van de 20e eeuw en kwam tot uiting in de beeldhouwkunst en schilderkunst. Verder vindt ze nog steeds aanhangers in de hedendaagse kunst.

## Definities
De gezaghebbende Vlaams-Franse essayist-kunstenaar Michel Seuphor, pseudoniem van Fernand Berckelaers, definieert abstracte kunst als volgt: Alle kunst die terecht slechts vanuit een gezichtspunt van de harmonie, de compositie, de ordening - dan wel de disharmonie, de decompositie, de willekeurige wanorde - moet worden beoordeeld, is abstract. Hierbij nemen kleur, vormstructuren en lijnen de plaats in van het figuratieve object, zowel in de schilderkunst als in de beeldhouwkunst.
Abstraheren komt van het Latijn abs-trahere en betekent weglaten, verwijderen, afstand nemen. De letterlijke betekenis is bijgevolg, 'afstand nemen van de werkelijkheid'. Als een persoon afstand neemt van de werkelijkheid, bijvoorbeeld van een realistisch of figuratief kunstwerk, dan wordt de verbeelding van de mens aangesproken en daar is het nu net om te doen in abstracte kunst. Bij een half-abstract kunstwerk maakt het werk een abstracte indruk, maar is er niettemin een voorstelling in te herkennen.
- Absolute kunst, concrete schildering

Absolute kunst en concrete schildering zijn eveneens omschrijvingen waarmee men het absolute karakter van de abstracte kunst wil benaderen. Hans Arp en verwante kunstenaars bestempelden hun abstracte werk paradoxaal als 'concrete kunst' omdat ze hun abstracte vormen heel wat realistischer vonden dan een afbeelding van bijvoorbeeld een stoel, een wolk of een trein.
- Kubisme

Het kubisme is een avant-gardistische richting binnen de abstracte kunst, hoewel de kubistische kunstenaars uitgingen van een onderwerp dat meestal ook herkenbaar bleef. Cobra wordt gezien als een latere intuïtieve voortzetting van de abstracte kunst.
- Geometrische abstractie

Geometrische abstractie is abstracte kunst met geometrische vormen, zoals een rechthoek, vierkant of driehoek. Een gesloten vorm is een dichte vorm zonder gaten of openingen. Het is het tegenovergestelde van een open vorm, een lijn.

## Geschiedenis
De oorsprong van abstracte kunst situeert zich in ver verleden. In feite is dit de eerste creatieve kunst die ooit ontstaan is in de menselijke evolutie.  Australopithecus Africanus of Afarensis, de eerste menselijke primaat. De menselijke evolutie begon 3 miljoen jaar geleden met 'verbeelding'. Abstractie, afstand nemen van de dagelijkse werkelijkheid net om beter te kunnen overleven in een moeilijke omgeving. Het duurde 3 miljoen jaar om van het gebruik van 1 werktuig naar 16 werktuigen te evolueren. Een hamer lijkt nu simpel figuratief, maar het duurde wel 3 miljoen jaar om zich 'deze' te verbeelden. De grote opleving van zowel abstracte als figuratieve kunst, kwam er in alle prehistorische  grotten rond het Middellandse Zeegebied, 40.000 jaar geleden. Deze opleving begon echter wereldwijd. Het was een verdere evolutie van de menselijke hersenen. In de grotten van Lascaux kunnen we  vierkanten en rechthoeken zien in de hoofdgrot bij tafereel van liggende man met vogelmasker en stier. Het is geen jachttafereel maar wel  droomtafereel van man in REM-slaap. Niemand gaat zo op jacht!  Maar ook andere figuren komen voor in alle grotten rond de middellandse  zee. De cirkel, halve cirkel, halve maan, driehoek, de lijn, golvende lijn (serpentiform), puntjes, spiraal, kruisteken, vijfpuntige ster (Davidster), onze hashtag, en nog veel meer. Dit waren de eerste pictogrammen, informatieve beeldtekens, die dé oorsprong vormden van alle schrijftaal. Ook verbeelding om gedachten over te dragen. Pas 10.000 jaar geleden zijn dan godsdiensten ontstaan uit deze spirituele verbeelding. Net daarom zocht de mens ongeveer 40.000 geleden wereldwijd 'onbewust' de  donkere grot op, om aan zijn 'universeel spiritueel gevoel' een gevolg te geven.
Wellicht heeft er altijd 'abstracte' kunst bestaan: de mysterieuze inkepingen in prehistorisch aardewerk, het Keltisch vlechtwerk dat nog lang de miniaturen sierde, de vormentaal van de architectuur. Omdat dit onderdeel was van een gebruiksvoorwerp, een sierelement, een gebouw e.d., valt het echter niet onder de algemene definitie van abstracte kunst.
Beeldloze/objectloze kunst is in de westers-christelijke kunst minder sterk aanwezig dan in de joodse en islamitische cultuur waar het abstracte de uitdrukking is van de onmogelijkheid over het Allerhoogste een uitspraak te doen, in welke kunstvorm dan ook. Abstracte kunst was in die godsdiensten noodzaak, omdat het afbeelden van concrete zaken streng verboden was om de terugval naar de verafgoding van mensen, dieren of hemellichamen te voorkomen.
Het losmaken van kleur bij de pogingen tot weergave van de zintuiglijk waarneembare realiteit vond zijn oorsprong in het reactionaire impressionisme, en later in het meer emotioneel geladen fauvisme en het latere expressionisme.

### Eerste abstracte schilderijen: Paul Cezanne
De eerste abstractie creaties werden, tussen 1904 en 1906, gemaakt door de Franse schilder Paul Cézanne, toen hij in zijn Arlésiaanse, geometrisch gevormde landschappen met de "Mont Sainte-Victoire" een onverbloemd kubistisch-abstraherende toets bracht.

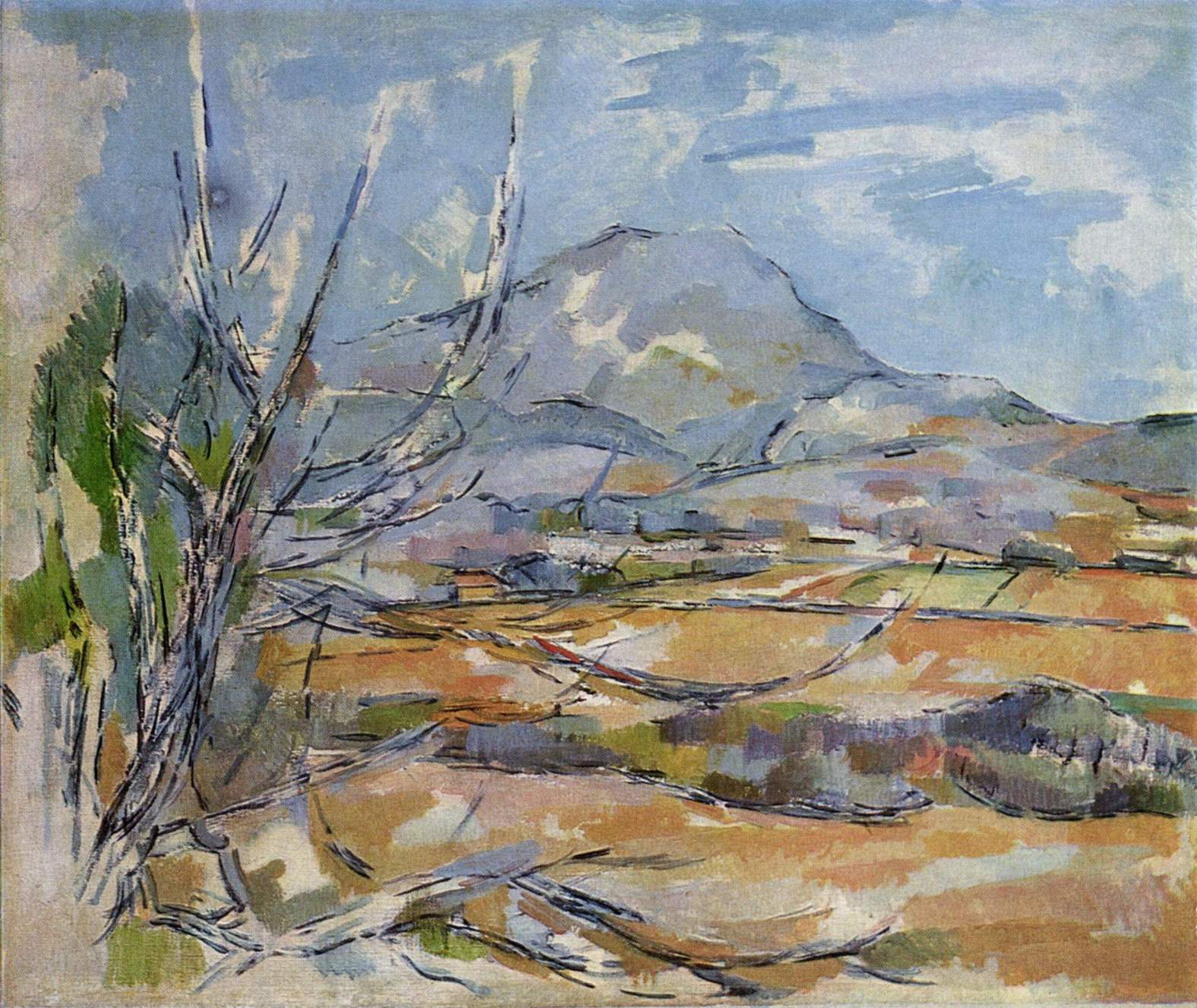
Paul Cézanneː Mont Sainte-Victoire

In 1906 schilderde Hilma af Klint haar eerste serie abstracte schilderijen.
Tussen 1906 en 1908 maakte de Franse kunstenaar Odilon Redon zijn Paravent rouge: drie  vrijwel abstract beschilderde panelen. Ook Georges Rouault creëerde zijn Esquisse pour automne en zijn Paysage d'inondation uitermate abstract in 1906.
In 1907 bracht het Russische koppel Michail Larionov en Natalja Gontsjarova hun abstracte werken die bekend werden als rayonisme.
Het was in 1908, dat de Roemeen Constantin Brancusi met zijn De kus een marmerplastiek tot eenvoudige vormen terugbracht. In hetzelfde jaar bracht de Nederlander Piet Mondriaan met zijn Rode Boom een sterk naar abstractie neigend expressionisme. Ook in dat jaar publiceerde Wilhelm Worringer in München zijn in Bern verdedigde doctoraatsthesis Abstraktion und Einfühlung.

### Wassily Kandinsky
De werken Caoutchouc van de Franse schilder Francis Picabia en Eerste abstracte compositie van de Rus Wassily Kandinsky horen tot de eerste abstracte schilderijen, tussen 1907 en 1910. De anekdote wil dat Kandinsky viel voor abstractie omdat hij toevallig een van zijn eigen dorpsgezichten omgekeerd bekeek. Ook de Amerikaan Arthur Dove kwam aan bod met enkele non-conformistische abstracte prestaties naar een lyrische conceptie van de natuur.

### Kazimir Malevitsj
De Russische schilder Kazimir Malevitsj stelde een theorie op die hij 'suprematisme' noemde. Zijn centrale kunstwerk hierin was het Zwart vierkant uit 1915. El Lissitzky was de tussenfiguur tussen het suprematisme en het constructivisme. In die laatste stroming ontwikkelden zich kunstenaars als de Rus Vladimir Tatlin en de Nederlanders Piet Mondriaan en Bart van der Leck. Samen met de frottage van de Duitser Max Ernst en de dripping van Jackson Pollock creëerde men heel wat "koude" (geometrische) en "warme" (lyrische) abstracte werken, wat kunstbeschouwers vele nieuwe begrippen deed bedenken.

### Geometrische abstractie vs. abstract expressionisme
Men kan aldus twee grote stromingen onderscheiden. Ten eerste is er de geometrisch geïnspireerde abstracte kunst, waaronder het suprematisme en het constructivisme kunnen worden gerekend. Daarnaast ontwikkelde zich ook een abstract expressionisme dat wordt gekarakteriseerd door een willekeurige toepassing van vorm en kleur en kan worden gezien als de uitdrukking van de onbewuste indrukken en gevoelens van de kunstenaar. Deze vorm heeft zich vooral ontwikkeld na de Tweede Wereldoorlog en leidde uiteindelijk tot een schilderkunst waarin de nadruk lag op het schilderproces. Deze stroming kan bijvoorbeeld geïllustreerd worden met de drippings- van Pollock.

Kenmerken van het neoplasticisme: rechte lijnen, primaire kleuren, asymmetrie en een duidelijke vlakverdeling

## Schilderstijl
Schilderstijlen binnen de abstracte kunst zijn o.a.:
- Abstract expressionisme 1946 tot 1960, zoals van Jackson Pollock en Willem de Kooning
- Biomorfische schilderkunst
- Cobra vanaf ca. 1946
- Constructivismeː van 1915 tot 1934
- De Stijl
- Kubisme 1906 tot ca. 1920
- Neoplasticisme
- Orphismeː van 1910 tot 1913
- Rayonisme ː begin 20ste eeuw
- Suprematismeː ca. 1915 tot 1930

## Kunstenaars uit de abstracte kunst

### Frankrijk
Het orphisme kwam uit Frankrijk met Robert Delaunay, Francis Picabia en František Kupka. Jean Bazaine, Roger Bissière, Pierre Soulages, Auguste Herbin, Serge Poliakoff, Nicolas de Staël, Alfred Manessier, Gustave Singier, Victor Vasarely, Geneviève Claisse en Georges Mathieu zijn andere Franse abstracte naammakers.

### Rusland
Het constructivisme van Vladimir Tatlin, het non-objectivisme van Aleksandr Rodtsjenko naast het suprematisme van Kazimir Malevitsj en El Lissitszky waren Russische waardevolle bijdragen.

### Nederland
In Nederland ontstond het neoplasticisme van Piet Mondriaan en Theo van Doesburg en Bart van der Leck. Dit was een vorm van geometrische abstractie. Bram van Velde, Willem de Kooning, de Cobraschilders Karel Appel, Corneille, Constant en Jan Nieuwenhuijs werkten de abstracte kunst lyrisch uit.

### Duitsland
In Duitsland verdienden Paul Klee, Hans Hartung, Oskar Schlemmer en Ernst Wilhelm Nay hun sporen in de abstracte kunst.

### Spanje
In Spanje behoren Pablo Picasso, Joan Miró en Juan Gris tot de wegbereiders.

### Verenigde Staten
In de Verenigde Staten werd abstract geschilderd door Josef Albers, Sam Gilliam, Arshile Gorky, Eugene James Martin,  Richard Mortensen, Robert Motherwell, Ben Nicholson, Jackson Pollock, Mark Rothko en Mark Tobey.

### Italië
In Italië werden Piero Dorazio en Alberto Magnelli bijzonder gewaardeerd. Silvio Formichetti betreft een andere Italiaanse abstracte naammaker.

### Groot-Brittannië
In Engeland lieten Ben Nicholson en Graham Sutherland abstracte sporen na.

### Denemarken
Ook Denemarken leverde opvallende abstracte schilders als: Asger Jorn, Egill Jacobsen en Carl-Henning Pedersen.

### Zweden
Bengt Lindström, Hilma af Klint.

### België
In België was al in 1910 de toen zestienjarige Joseph Lacasse actief, daarop volgden Michel Seuphor, Georges Vantongerloo, Victor Servranckx, Jozef Peeters, Gilbert Decock, Guy Vandenbranden, Gilbert Swimberghe en Paul Van Hoeydonck als geometristen en Louis Van Lint, Maurits Wyckaert, Serge Vandercam, Engelbert Van Anderlecht en Jaak Vanderheyden als lyrici. Ook Felix de Boeck had een abstracte periode in zijn schilderscarrière. Aan het einde van twintigste eeuw werkten schilders als Sonja Michiels de abstracte schilderkunst verder uit.

## Beeldhouwkunst
In de beeldhouwkunst waren het vooral Hans Arp, Constantin Brancusi, Naum Gabo, Henry Moore en Antoine Pevsner die waardevolle abstracte werken leverden.
absolute schilderkunst ·  abstract expressionisme · abstracte kunst · academische kunst · actionpainting · art brut · art deco · classicisme · colorfieldpainting · dadaïsme · expressionisme · fauvisme · figuratieve kunst · futurisme · hard edge · hyperrealisme · impressionisme · informele schilderkunst · jugendstil · kubisme · luminisme · magisch realisme · maniërisme · minimal art · naïeve kunst · naturalisme · neo-expressionisme · neo-impressionisme · nieuwe beelding · nieuwe zakelijkheid · op-art · orphisme · oriëntalisme · piëtisme · pittura metafisica · pixel art · pointillisme · popart · postimpressionisme · prerafaëlieten · primitivisme · realisme · romaans . romantiek · sociaal realisme · suprematisme · surrealisme · symbolisme · tachisme